# Amt Wahrenbrück
Das Amt Wahrenbrück war ein 1992 gebildetes Amt in Brandenburg, in dem sich elf Gemeinden im damaligen Kreis Herzberg (seit 1993 Landkreis Elbe-Elster, Brandenburg) zu einem Verwaltungsverbund zusammengeschlossen hatten. Amtssitz war in der Stadt Wahrenbrück (heute Uebigau-Wahrenbrück). Das Amt wurde 1998 wieder aufgelöst. Es hatte zuletzt (Ende 1997) insgesamt 3950 Einwohnern.

## Geographische Lage
Das Amt Wahrenbrück grenzte im Norden an das Amt Falkenberg/Uebigau, im Osten an das Amt Elsterland, im Süden an das Amt Bad Liebenwerda und im Westen an das Amt Mühlberg/Elbe.

## Geschichte
Der Minister des Innern des Landes Brandenburg erteilte der Bildung des Amtes Wahrenbrück am 19. August 1992 seine Zustimmung. Als Zeitpunkt des Zustandekommens des Amtes wurde der 30. August 1992 festgelegt. Die Zustimmung war befristet bis zum 30. August 1994. Das Amt hatte seinen Sitz in der Stadt Wahrenbrück und bestand zunächst aus zwölf Gemeinden im damaligen Kreis Bad Liebenwerda:
1. Beiersdorf
2. Beutersitz
3. Bönitz
4. Domsdorf
5. Kauxdorf
6. Marxdorf
7. Prestewitz
8. Rothstein
9. Saxdorf
10. Wildgrube
11. Winkel
12. Wahrenbrück

Die Befristung wurde ab 7. Juli 1994 aufgehoben. Zum 27. September 1998 wurden die Gemeinden Bönitz, Kauxdorf, Beiersdorf, Marxdorf, Prestewitz, Wildgrube, Saxdorf, Domsdorf, Winkel, Beutersitz und Rothstein in die Stadt Wahrenbrück eingegliedert. Zum 31. Dezember 2001 wurden die Gemeinden Bahnsdorf, Drasdo und Wiederau und die Stadt Uebigau in die Stadt Wahrenbrück eingegliedert. Die Stadt führte ab diesem Zeitpunkt den Namen Stadt Uebigau-Wahrenbrück.

## Belege
1. ↑  
Landesbetrieb für Datenverarbeitung und Statistik Land Brandenburg Historisches Gemeindeverzeichnis des Landes Brandenburg 1875 bis 2005 19.4 Landkreis Elbe-Elster PDF
2. ↑  
Bildung der Ämter Lieberose, Wahrenbrück, Britz-Chorin, Barnim-Nord, Falkenberg-Höhe, Wusterwitz und Heideblick. Bekanntmachung des Ministers des Innern vom 19. August 1992. Amtsblatt für Brandenburg – Gemeinsames Ministerialblatt für das Land Brandenburg, 3. Jahrgang, Nummer 69, 16. September 1992, S. 1278–80.
3. ↑  
Aufhebung der Befristung von Ämtern. Bekanntmachung des Ministers des Innern vom 20. September 1994. Amtsblatt für Brandenburg – Gemeinsames Ministerialblatt für das Land Brandenburg, 5. Jahrgang, Nummer 71, 7. Oktober 1994, S. 1446.
4. ↑  
Eingliederung der Gemeinde Bönitz in die Stadt Wahrenbrück. Bekanntmachung des Ministeriums des Innern vom 6. Mai 1998. Amtsblatt für Brandenburg Gemeinsames Ministerialblatt für das Land Brandenburg, 9. Jahrgang, Nummer 17, 6. Mai 1998, S. 454.
5. ↑  
Eingliederung der Gemeinde Kauxdorf in die Stadt Wahrenbrück. Bekanntmachung des Ministeriums des Innern vom 6. Mai 1998. Amtsblatt für Brandenburg Gemeinsames Ministerialblatt für das Land Brandenburg, 9. Jahrgang, Nummer 17, 6. Mai 1998, S. 454.
6. ↑  
Eingliederung der Gemeinde Beiersdorf in die Stadt Wahrenbrück. Bekanntmachung des Ministeriums des Innern vom 6. Mai 1998. Amtsblatt für Brandenburg Gemeinsames Ministerialblatt für das Land Brandenburg, 9. Jahrgang, Nummer 17, 6. Mai 1998, S. 454.
7. ↑  
Eingliederung der Gemeinde Marxdorf in die Stadt Wahrenbrück. Bekanntmachung des Ministeriums des Innern vom 6. Mai 1998. Amtsblatt für Brandenburg Gemeinsames Ministerialblatt für das Land Brandenburg, 9. Jahrgang, Nummer 17, 6. Mai 1998, S. 454.
8. ↑  
Eingliederung der Gemeinde Prestewitz in die Stadt Wahrenbrück. Bekanntmachung des Ministeriums des Innern vom 6. Mai 1998. Amtsblatt für Brandenburg Gemeinsames Ministerialblatt für das Land Brandenburg, 9. Jahrgang, Nummer 17, 6. Mai 1998, S. 455.
9. ↑  
Eingliederung der Gemeinde Wildgrube in die Stadt Wahrenbrück. Bekanntmachung des Ministeriums des Innern vom 6. Mai 1998. Amtsblatt für Brandenburg Gemeinsames Ministerialblatt für das Land Brandenburg, 9. Jahrgang, Nummer 17, 6. Mai 1998, S. 455.
10. ↑  
Eingliederung der Gemeinde Saxdorf in die Stadt Wahrenbrück. Bekanntmachung des Ministeriums des Innern vom 6. Mai 1998. Amtsblatt für Brandenburg Gemeinsames Ministerialblatt für das Land Brandenburg, 9. Jahrgang, Nummer 17, 6. Mai 1998, S. 455.
11. ↑  
Eingliederung der Gemeinde Domsdorf in die Stadt Wahrenbrück. Bekanntmachung des Ministeriums des Innern vom 6. Mai 1998. Amtsblatt für Brandenburg Gemeinsames Ministerialblatt für das Land Brandenburg, 9. Jahrgang, Nummer 17, 6. Mai 1998, S. 455.
12. ↑  
Eingliederung der Gemeinde Winkel in die Stadt Wahrenbrück. Bekanntmachung des Ministeriums des Innern vom 6. Mai 1998. Amtsblatt für Brandenburg Gemeinsames Ministerialblatt für das Land Brandenburg, 9. Jahrgang, Nummer 17, 6. Mai 1998, S. 455/6.
13. ↑  
Eingliederung der Gemeinde Beutersitz in die Stadt Wahrenbrück. Bekanntmachung des Ministeriums des Innern vom 6. Mai 1998. Amtsblatt für Brandenburg Gemeinsames Ministerialblatt für das Land Brandenburg, 9. Jahrgang, Nummer 17, 6. Mai 1998, S. 456.
14. ↑  
Eingliederung der Gemeinde Rothstein in die Stadt Wahrenbrück. Bekanntmachung des Ministeriums des Innern vom 6. Mai 1998. Amtsblatt für Brandenburg Gemeinsames Ministerialblatt für das Land Brandenburg, 9. Jahrgang, Nummer 17, 6. Mai 1998, S. 456.
15. ↑  
Eingliederung der Gemeinden Bahnsdorf, Drasdo und Wiederau sowie der Stadt Uebigau in die Stadt Wahrenbrück. Mitteilung des Ministeriums des Innern vom 10. Dezember 2001. Amtsblatt für Brandenburg Gemeinsames Ministerialblatt für das Land Brandenburg, 13. Jahrgang, 2002, Nummer 1, 4. Januar 2002, S. 3 PDF